# Clavelina moluccensis
Clavelina moluccensis är en sjöpungsart som först beskrevs av Sluiter 1904.  Clavelina moluccensis ingår i familjen klungsjöpungar. Inga underarter finns listade.